# Charles-Louis Lemesle
Marin Charles Lemesle, né le 12 septembre 1731 à Rouen (paroisse Saint-Éloi) et mort le 7 mars 1814 à Rouen, est un négociant et homme politique français.

## Biographie
Marin Charles Lemesle est le fils de Jacques Lemesle, marchand à Rouen, et de Marie-Geneviève Soyer.
Négociant au Havre, il est maire de cette ville, et, le 24 germinal an VI, est élu député de la Seine-Inférieure au Conseil des Cinq-Cents. Il ne s'y montre pas hostile au coup d'État de Bonaparte ; aussi est-il appelé, le 4 nivôse an VIII, par le Sénat conservateur, à représenter la Seine-Inférieure au nouveau Corps législatif, d'où il sortit en 1805.il a été aussi Directeur de la Chambre de Commerce de Bordeaux.

## Sources
- « Charles-Louis Lemesle », dans Adolphe Robert et Gaston Cougny, Dictionnaire des parlementaires français, Edgar Bourloton, 1889-1891 [détail de l’édition]